# Übertragende Sanierung
Die Übertragende Sanierung bezeichnet im Insolvenzrecht den Verkauf der Vermögensgegenstände eines insolventen Unternehmens an eine andere juristische oder natürliche Person. Dabei werden die gesunden Teile eines Unternehmens in eine neue Gesellschaft „übertragen“. Diese neue Gesellschaft nennt sich „Auffanggesellschaft“, weil der Geschäftsbetrieb damit „aufgefangen“, sprich: gerettet, wird. Die Unternehmensveräußerung im Wege der übertragenden Sanierung ist in der Praxis verbreiteter als die Sanierung mittels eines Insolvenzplans.

## Folgen für Insolvenzschuldner und Gläubiger
Die Schulden und die nicht mehr überlebensfähigen Teile des Unternehmens bleiben in dem insolventen Unternehmen, das im Rahmen des Insolvenzverfahrens liquidiert wird. Die Auffanggesellschaft ist frei von den Altschulden des ursprünglichen Unternehmens und ermöglicht dem Betrieb damit einen Neubeginn. Auf diesem Wege wird der Geschäftsbetrieb in weiten Teilen gerettet, und meist kann ein Großteil der Arbeitsplätze erhalten bleiben.
Die Gläubiger des insolventen Unternehmens werden aus dem Kaufpreis anteilig ausgezahlt, den der neue Unternehmensträger für die übertragenen Aktiva zu zahlen hat.

## Notwendige Zustimmung der Gläubiger
Die übertragende Sanierung bedarf nach § 160 Abs. 2 Nr. 1 InsO der Zustimmung der Gläubigerversammlung. In der Praxis fehlt der Gläubigerversammlung nicht selten die Beschlussfähigkeit, weil ein Großteil der Gläubiger nicht erscheint. Der durch das Gesetz zur Vereinfachung des Insolvenzverfahrens vom 13. April 2007 eingefügte § 160 Abs. 1 Satz 3 InsO fingiert in diesen Fällen die Zustimmung.

## Betriebsübergang
Um die Wirkung des § 613a BGB bei der übertragenden Sanierung zu vermeiden, werden in der Praxis häufig die Arbeitnehmer in eine Beschäftigungs- und Qualifizierungsgesellschaft (Transfergesellschaft) überführt und von dort teilweise durch den Erwerber übernommen.